# W. Mark Felt

William Mark Felt (1913-2008)

William Mark Felt (1913-2008), cựu nhân viên FBI (Cục Điều tra Liên bang Hoa Kỳ), người được mệnh danh là "nguồn tin giấu tên nổi tiếng nhất trong lịch sử Hoa Kỳ" trong vụ bê bối Watergate. Người đã tiết lộ các thông tin cho hai phóng viên tờ Washington Post điều tra và đưa ra ánh sáng vụ đột nhập gài máy nghe trộm ở khách sạn Watergate, khiến Tổng thống Hoa Kỳ Richard Nixon phải từ chức năm 1974. Trong vụ bê bối này Mark Felt mang mật danh bí mật là "Deep Throat".

## Tiểu sử
W. Mark Felt sinh ngày 17 tháng 8 năm 1913.
Mark Felt ẩn trong vỏ bọc là nhân vật ẩn danh "Deep Throat" suốt trong và sau vụ việc Watergate bị đưa ra ánh sáng, cho mãi tới ngày 31 tháng 5 năm 2005.
Mark Felt là nguồn tin quan trọng nhất của loạt phóng sự điều tra về vụ Watergate đăng trên tờ Washington Post do các phóng viên Bob Woodward và Carl Bernstein thực hiện.
Ngày 18 tháng 12 năm 2008, Felt qua đời tại nhà riêng ở California, thọ 95 tuổi.